# Metorchis
Metorchis ist eine Gattung von in der Leber und den Gallengängen von fischfressenden Säugetieren und Vögeln parasitierender Saugwürmern. Einige Arten befallen auch den Menschen. Sie kommt in der Holarktis und Ostasien vor.

## Merkmale
Metorchis zeigen die Merkmale der Opisthorchiidae. Gattungstypische Merkmale sind der mit Stacheln besetzte Körper, die beiden relativ weit voneinander entfernten Saugnäpfe (etwa ein Drittel der Gesamtkörperlänge) und das große Receptaculum seminis.

## Entwicklungszyklus
Metorchis-Arten haben einen dreiwirtigen Entwicklungszyklus. Die Eier werden mit dem Kot des Endwirts ausgeschieden. Erster Zwischenwirt sind Süßwasserschnecken, zweiter Süßwasserfische, in denen sich die Metazerkarien in Muskelzysten entwickeln. Die Metazerkarienzysten sind klein bis mittelgroß. Die Metazerkarien haben einen länglich ovalen Körper, der Ösophagus ist sehr kurz. Eier und Metazerkarien sind aber nur schwer von denen anderer Opisthorchiidae zu unterscheiden. Infektionen des Menschen kommen insbesondere in Regionen vor, in denen roher, nicht durchgegarter oder geräucherter Süßwasserfisch konsumiert wird. Dabei dominieren beim Menschen in Nordamerika Metorchis conjunctus, in Europa Metorchis bilis und in Ostasien Metorchis orientalis und Metorchis taiwanensis.

## Arten
Die Gattung enthält folgende Arten:
- Metorchis bilis (Braun, 1790) Odening, 1962
- Metorchis butoridi Oshmarin, 1963
- Metorchis caintaensis Tubangui, 1928
- Metorchis coeruleus Braun, 1902
- Metorchis conjunctus (Cobbold, 1860) Looss, 1899
- Metorchis elegans Belogurov & Leonov, 1963
- Metorchis elongata Tang, He & Ren, 1990
- Metorchis felis Hsu, 1934
- Metorchis grusi Jiang & Wei, 1995
- Metorchis hovorkai Macko, 1955
- Metorchis neomidis Baer, 1932
- Metorchis nettioni Baugh, 1958
- Metorchis oesophagolongus Katsurada, 1914
- Metorchis orientalis Tanabe, 1920
- Metorchis taiwanensis Morishita & Tsuchimochi, 1925
- Metorchis tener Kowalewsky, 1903
- Metorchis xanthosomus (Creplin, 1846) Braun, 1902
- Metorchis xanthostomus (Creplin, 1846)
- Metorchis zacharovi Layman, 1926